# Wapen van Huijbergen
De Noord-Brabantse gemeente Huijbergen heeft sinds 1817 twee wapens gekend. Het eerste werd op 16 juli 1817 per Koninklijk Besluit bij de gemeente Huijbergen in gebruik erkend. Het tweede werd op 23 april 1964 aan de gemeente verleend, naar aanleiding van een wijzigingsverzoek. In 1997 ging de gemeente Huijbergen op in de gemeente Woensdrecht, het wapen van de nieuwe gemeente Woensdrecht werd echter niet aangepast.

## Blazoeneringen

### Eerste blazoenering
Het eerste wapen had bij de bevestiging géén blazoenering, deze is later toegevoegd. De beschrijving is van latere datum, hierdoor zijn er fouten ingeslopen. Hoewel de blazoenering het over Sint Hubertus heeft, laat de tekening wel Onze Lieve Vrouwe zien.
In azuur St.Hubertus, dragende op de rechterarm het kindeke Jezus, beiden met een nimbus om het hoofd, zittende in een gotische kerkboog en ter weerszijden vergezeld van een schildje, alles van goud; het rechterschildje beladen met 2 schuingekruiste bisschopsstaven, van boven vergezeld van een mijter, alles van azuur; het linker beladen met 4 zoomsgewijs geplaatste klaverbladen, en een vrijkwartier beladen met een leeuw, van het veld gescheiden door een kwartierstreep, alles van azuur.
Opmerking: in de heraldiek zijn links en rechts gezien van achter het schild, dus voor de toeschouwer zijn deze verwisseld.
Het wapen is in de rijkskleuren, dus een blauw schild met een geheel gouden voorstelling. Het wapen toont een heilige met op de rechterarm een baby, hoewel er over Sint Hubertus gesproken wordt zal dit dus Maria moeten zijn. De twee zitten in een open gotische boog. Voor de heilige staan twee schilden, heraldisch rechts een gouden schild met daarop twee blauwe gekruiste kromstaffen met in het schildhoofd een mijter. Heraldisch links staat een schild met vier klaverbladen, op de plek van een vijfde staat een vrijkwartier waarin een leeuw. Deze loopt naar een niet te herkennen voorwerp toe.

### Tweede blazoenering
In 1964 werd een wapenwijziging doorgevoerd, sindsdien luidde de blazoenering als volgt:
In azuur de gekroonde beeltenis van Onze lieve Vrouwe op een grond en in een gothieke nis met baldakijn, op de rechterarm het Christuskind dragend, alles van goud; van voren twee schilden vasthoudend, welke op de grond rusten; rechts van goud met twee schuingestelde, elkaar kruisende kromstaven, de kromming naar buiten, in het schildhoofd vergezeld van een abtsmijter, alles van azuur; links van azuur bezaaid met leliën van goud met een vrijkwartier van azuur, beladen met drie rechtsgewende wassenaars van zilver.
Ook dit wapen is in de rijkskleuren, op één detail na. Het wapen is dus opnieuw blauw van kleur met een vrijwel geheel gouden voorstelling. Ditmaal is Maria als zodanig benoemd. De gotische nis is iets aangepast en heeft nu een baldakijn. Jezus zit opnieuw op de rechterarm. Voor de heiligen twee gouden schilden, rechts wederom de twee gekruiste kromstaffen met daarboven een mijter. Links is het schild aangepast, nu is het bezaaid met Franse lelies, het aantal is niet genoemd. Rechtsbovenin een vrijkwartier met daarop drie zilveren wassenaars, met de openingen naar rechts gewend.

## Geschiedenis
In de 15e eeuw werd er gezegeld met een zegel waarop Madonna en Kind onder een gotische baldakijn staan afgebeeld, ook op dit zegel staan de zegels die later op het wapen zijn afgebeeld. Van het linkerschildje is de herkomst met zekerheid vast te stellen: het is het wapen van het voormalige Wilhelmietenklooster uit Huijbergen. De orde waar dit klooster toe behoorde voerde de lelies die later ook in het wapen zijn opgenomen.
Het andere schildje is van de schepenbank van Essen-Kalmthout. Ook deze schepenbank behoorde tot hetzelfde grondgebied dat behoorde tot de kloosters van Huijbergen en Tongerlo. De schepenbank zegelde in de 15e eeuw met een voorstelling vergelijkbaar met het latere schildje: een kromstaf en later twee met een derde onherkenbaar figuur er bij.
In 1964 werd het wapen gecorrigeerd, de vermelding van Sint Hubertus werd gecorrigeerd naar Onze Lieve Vrouwe, de patroonheilige van de gemeente Huijbergen en de kloosters.

## Vergelijkbare wapens
Ook de volgende wapens vertonen een Madonna en Kind onder een gotische boog:

Het oude wapen van Drenthe
Het wapen van Drenthe
Het wapen van Berbinzana, Spanje
Het wapen van Iława, Polen